# Domnitz
Domnitz este o comună din landul Saxonia-Anhalt, Germania.